# 蔣恭
蔣恭（1459年—1523年），字肅之，號一菴，四川重慶府巴縣人，明朝政治人物。

## 生平
四川鄉試第七十名舉人。成化二十三年（1487年）中式丁未科會試第一百三十九名，三甲第一百五十七名進士。弘治二年（1489年）正月授中书舍人，历升礼部员外郎，十六年三月以《大明会典》成，升吏部郎中，制敕房办事，正德六年（1511年）六月升南京太僕寺少卿，七年十二月升南京通政司右通政，十年六月升南京光禄寺卿，正德十二年（1517年）三月擢都察院右副都御史，提督南京糧儲，十六年七月官至南京户部右侍郎。

## 家族
曾祖蔣友才；祖父蔣福，封主事；父蔣雲漢，布政使司參政。母黃氏（封安人）。具庆下。

## 延伸阅读
[在维基数据编辑]